# Departamento Huehuetenango
Huehuetenango ist ein Departamento Guatemalas und liegt im Nordwesten des Landes (Region VII) an der Grenze zu Mexiko. Es erstreckt sich auf über 7400 Quadratkilometern und hat etwa eine Million Einwohner. Die Hauptstadt des Departamentos ist Huehuetenango.
Das Departamento Huehuetenango grenzt im Nordwesten und Norden an Mexiko, im Osten an das Departamento Quiché, im Süden an Totonicapán und Quetzaltenango und im Südwesten an San Marcos.

## Landesnatur
Huehuetenango ist eines der größten und am höchsten gelegenen Departamentos Guatemalas. Es liegt in der Bergkette der Sierra de los Cuchumatanes zwischen 300 und über 3800 Metern, die durchschnittliche Höhe liegt bei knapp 2000 Metern. Das Gebiet wird von zahlreichen tiefen Tälern durchschnitten, deren Flüsse Huehuetenango in Richtung Chiapas und Quiché entwässern. Das an der nördlichen Grenze zu Mexiko gelegene Tiefland ist von tropischem Regenwald bedeckt. Das Klima kann lageabhängig sehr unterschiedlich sein, in der Regel ist es gemäßigt bis kühl, mit Temperaturen zwischen 9 und 22 °C. Von November bis Februar kann es in den Höhenlagen Frost geben.

## Bevölkerung
Auf Grund der Randlage des Departamentos und seiner oft nur schwer zugänglichen Gebirgsregionen hat sich die Sprachenvielfalt und die kulturelle Identität der indigenen Bevölkerung im Allgemeinen gut erhalten. Etwa 85 Prozent der Einwohner sind direkte Nachfahren der Maya. Neben Spanisch werden neun Maya-Sprachen gesprochen, von denen Mam mit Abstand die Wichtigste ist. Der weit überwiegende Teil der Bevölkerung lebt auf dem Land, wo es an Schulen, ärztlicher Versorgung, elektrischem Strom und Wasseranschlüssen mangelt. Dies erklärt die hohe Analphabeten-, Geburts-, Kindersterblichkeits- und Armutsquote Huehuetenangos. Das Departamento  ist in 32 Municipios (Großgemeinden oder auch Landkreise) unterteilt:
| Aguacatán                   | Barillas                   | Chiantla                 |
| Colotenango                 | Concepción Huista          | Cuilco                   |
| Huehuetenango               | Jacaltenango               | La Democracia            |
| La Libertad                 | Malacatancito              | Nentón                   |
| San Antonio Huista          | San Gaspar Ixchil          | San Idelfonso Ixtahuacán |
| San Juan Atitlán            | San Juan Ixcoy             | San Mateo Ixtatán        |
| San Miguel Acatán           | San Pedro Necta            | San Pedro Soloma         |
| San Rafael La Independencia | San Rafael Petzal          | San Sebastián Coatán     |
| San Sebastián Huehuetenango | Santa Ana Huista           | Santa Bárbara            |
| Santa Eulalia               | Santiago Chimaltenango     | Tectitán                 |
| Todos Santos Cuchumatán     | Unión Cantinil (seit 2005) |                          |

Dem Departamento als staatlichem Verwaltungsbezirk steht ein von der Zentralregierung entsandter Gouverneur vor. Die Municipios sind eigenständige Gebietskörperschaften mit gewählten Bürgermeistern und Volksvertretungen und untergliedern sich in Aldeas  (Landgemeinden) und Caseríos, Parajes oder Fincas (Weiler und Höfe).

## Wirtschaft
Wichtigster Wirtschaftszweig Huehuetenangos ist die Landwirtschaft. In den höheren Lagen spielt die Hausschafzucht eine besondere Rolle, daneben werden hier vor allem Kartoffeln, Mais, Hafer, Weizen und Saubohnen angebaut. In den niedriger gelegenen Gebieten im Westen ist der Kaffee-Anbau von Bedeutung, in den Dschungelgebieten im Nordosten gibt es Bananen- und Zuckerrohrplantagen. Für den zunehmenden Tourismus fehlt die notwendige Infrastruktur und von den zahlreichen Kurzbesuchen in der Stadt Huehuetenango, in Zaculeu und in Todos Santos Cuchumatán und Umgebung profitieren finanziell nur wenige Geschäftsleute, während gleichzeitig das kulturelle Selbstverständnis der einheimischen Landbevölkerung zunehmend seine Basis verliert. In diesem Zusammenhang spielen auch periodisch heimkehrende Emigranten und ihre mitgebrachten Produkte und Angewohnheiten eine Rolle.
Auf Grund seiner Lage und Beschaffenheit ist das Departamento verkehrsmäßig nur unzureichend erschlossen. Im Südwesten führt von Mexiko kommend die Interamericana durch das Departamento und verbindet seine Hauptstadt Huehuetenango mit Quetzaltenango und dem Rest des Landes. Bei der Hauptstadt Huehuetenango zweigt eine kurvige Landstraße ab, die das Departamento über Aguacatán mit Quiché und Alta Verapaz verbindet. Von dieser schlecht ausgebauten Verbindung profitiert Huehuetenango ökonomisch kaum. Eine große Ost-West-Transversale ist jedoch geplant. Die Hauptstadt Huehuetenango hat einen kleinen Flugplatz für die Allgemeine Luftfahrt.

## Sehenswürdigkeiten

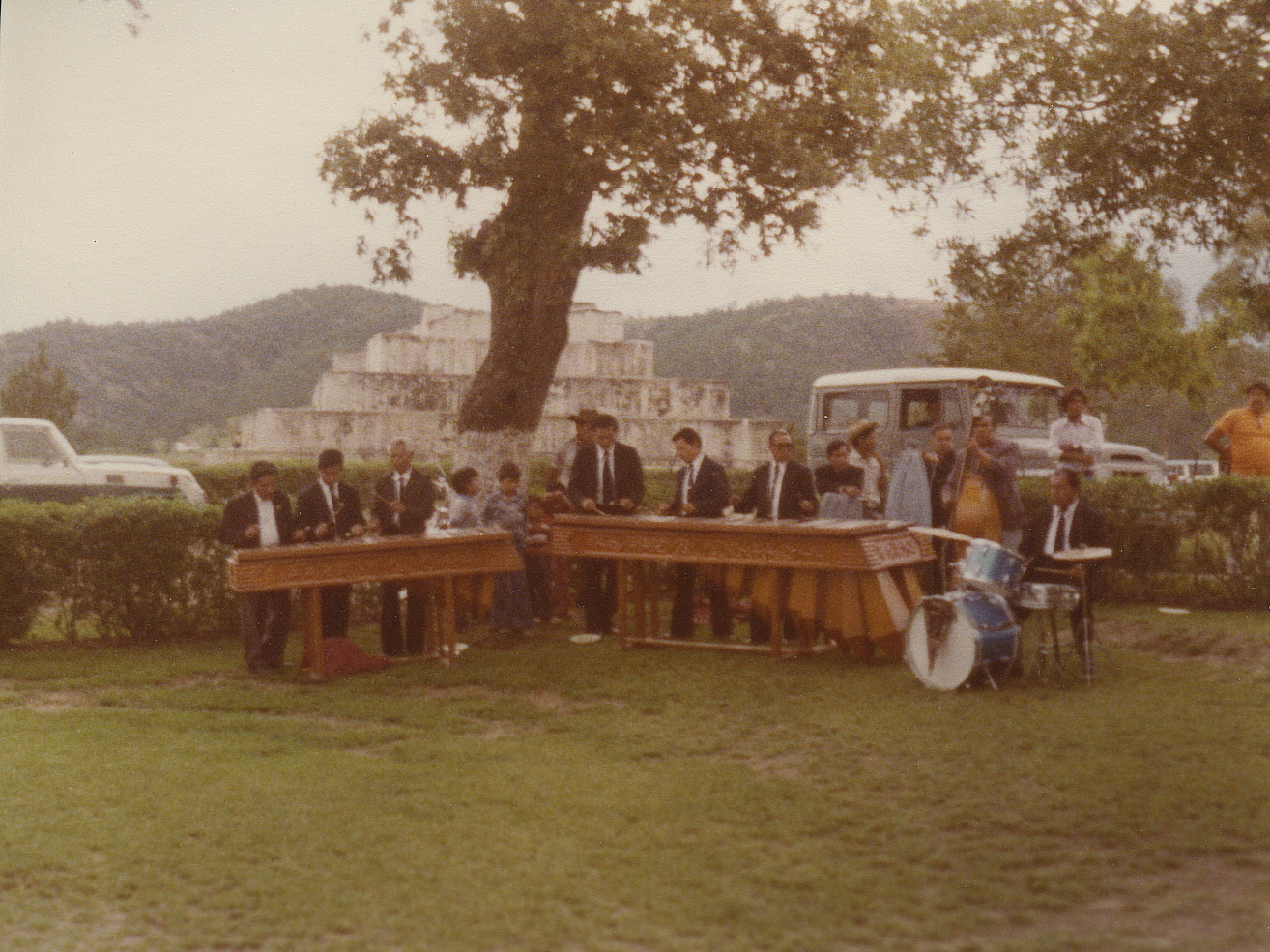
Marimba-Spieler vor der Festung von Zaculeu

Die Hauptstadt Huehuetenango ist in der Regel Ausgangspunkt für Ausflüge im Departamento. Die Stadt selbst hat einen kleinen Stadtpark, um den sehenswerte öffentliche Gebäude angeordnet sind, und einen Markt von überregionaler Bedeutung. 5 km westlich der Hauptstadt befindet sich die ehemalige Maya-Festung Zaculeu mit einem Museum. Weitere Zeugnisse der Maya-Kultur befinden sich in Aguacatán (Chalchitán und Quellen des Río San Juan), Chiantla Vieja und Tecpán an der Interamericana. Nördlich der Stadt Huehuetenango erhebt sich die Bergkette der Sierra de Los Cuchumatanes. In Chiantla, dem früheren Talbín, bauten die  Dominikaner zwischen 1530 und 1564 einen eindrucksvollen Klosterkomplex. Ab 1723 errichteten die Mercedarier die heutige Wallfahrtskirche Nuestra Señora de Candelaria. Von Chiantla gelangt man zum etwa 3000 m hoch gelegenen Aussichtspunkt Mirador Juan Diéguez Olaverri. Nordwestlich liegt Todos Santos Cuchumatán, ein abgelegenes Mam-Dorf, das wegen der Tracht seiner Einwohner und seiner schönen Lage zahlreiche Touristen anzieht. Am 1. November und am 1. Januar finden hier Pferderennen statt. Im benachbarten Tojcunanchén halten Schamanen alte Zeremonien ab.
Weiter im Norden des Departamentos, wo man die traditionelle Lebensweise der Maya-Nachfahren besonders gut nachvollziehen kann, liegt San Rafael La Independencia mit dem für Bergsteiger interessanten Xetaj und den Flüssen Yulajá und Villa Linda. Bei Barillas, das bereits im tropisch geprägten Tiefland liegt, befinden sich mehrere sehenswerte Höhlen. Ganz im Norden, an der Grenze zu Mexiko, liegt die Laguna Yolnajab, ein fünf Kilometer langer See, und El Cimarrón, ein 200 m tiefer Krater mit 200 m Durchmesser, auf dessen Boden Bäume wachsen.

## Geschichte
Das Gebiet von Huehuetenango war bereits vor der Ankunft der Spanier Schauplatz wilder Kämpfe zwischen den aus Chiapas stammenden Mam und den Quiché, die sich zusammen mit den Cakchiquel schließlich durchsetzen konnten. Die Mam wichen nach San Marcos und in das Gebiet um die heutige Stadt Huehuetenango aus, wo sie bei Zaculeu ihre Festung und ihr Zeremonialzentrum anlegten. 1525 stießen die Spanier unter Gonzalo de Alvarado bis nach Zaculeu vor, nachdem sie von Süden kommend bei Malacatancito 5000 Mam geschlagen hatten. Die Festung von Zaculeu widerstand den Angriffen der spanischen Truppen vier Monate lang, dann musste der Mam-König Kaibil Balam und seine ausgehungerte und dezimierte Festungsbesatzung aufgeben und in die umliegenden Berge fliehen. Jahrhunderte später benannten die Streitkräfte Guatemalas ihre Sondereinheiten, die Kaibiles, nach dem Verteidiger von Zaculeu. Unter dem Guatemaltekischen Bürgerkrieg hatte in den 1970er und 1980er Jahren besonders indigene Bevölkerung in den Departamentos Huehuetenango und Quiché zu leiden. Kaibiles verübten hier mehrere Kriegsverbrechen.
Während der Kolonialzeit gehörte das Gebiet von Huehuetenango zu Totonicapán, nach der Unabhängigkeit war es von 1838 bis 1840 Teil des Estado de Los Altos, dem so genannten sechsten Staat der Zentralamerikanischen Konföderation. Am 8. Mai 1849 trat dieses Gebiet offiziell dem guatemaltekischen Staat bei. Huehuetenango wurde am 8. Mai 1866 zum Departamento erhoben. Die Herkunft des Namens Huehuetenango ist nicht eindeutig geklärt, er dürfte jedoch auf Verballhornungen der Maya-Namen Xinabajul („Zwischen den Schluchten“) und Ahuehuetlenango („Ort der Alten“) zurückgehen.